# Associazione dei Castelli del Ducato di Parma, Piacenza e Pontremoli

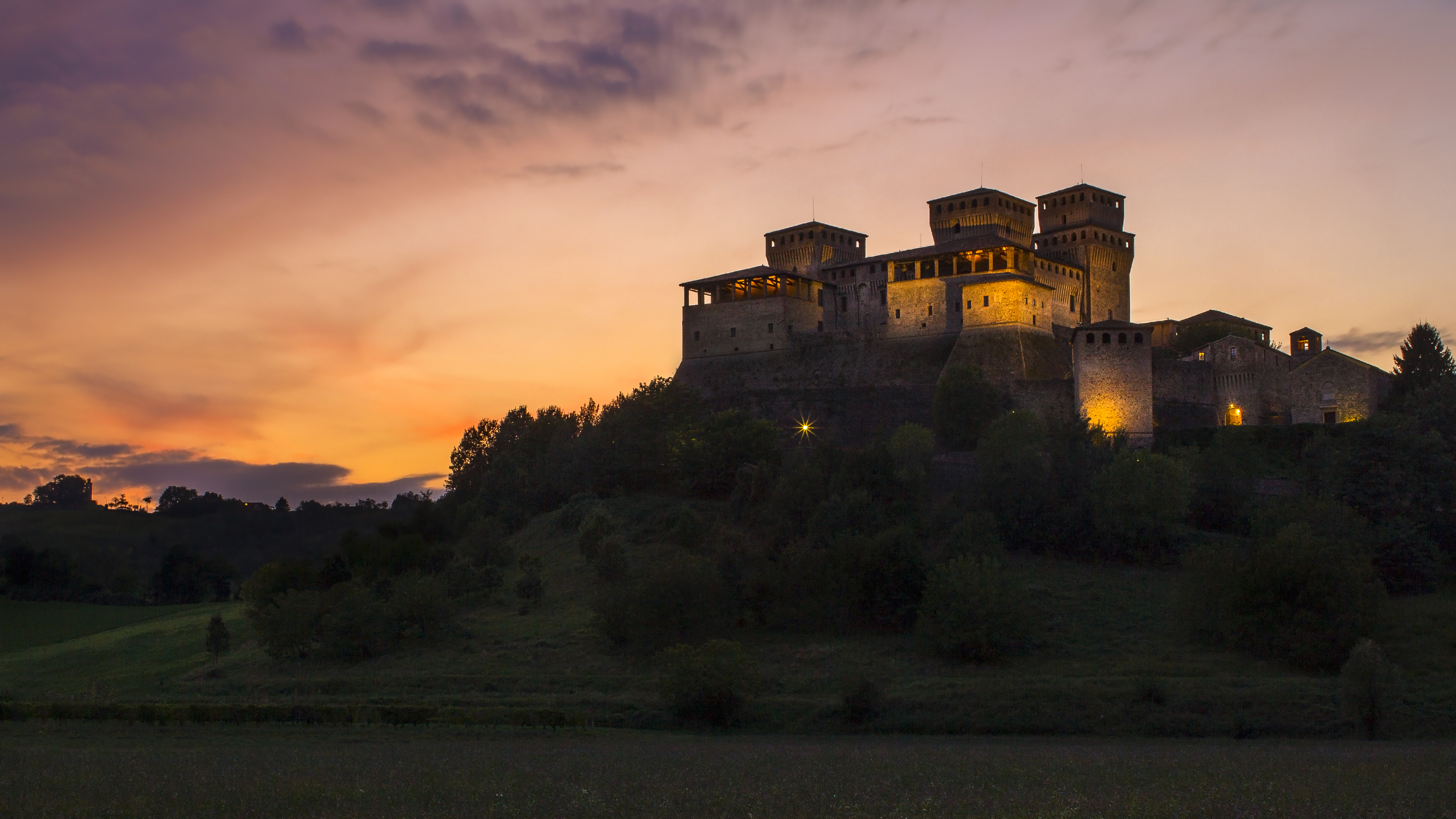
Castello di Torrechiara

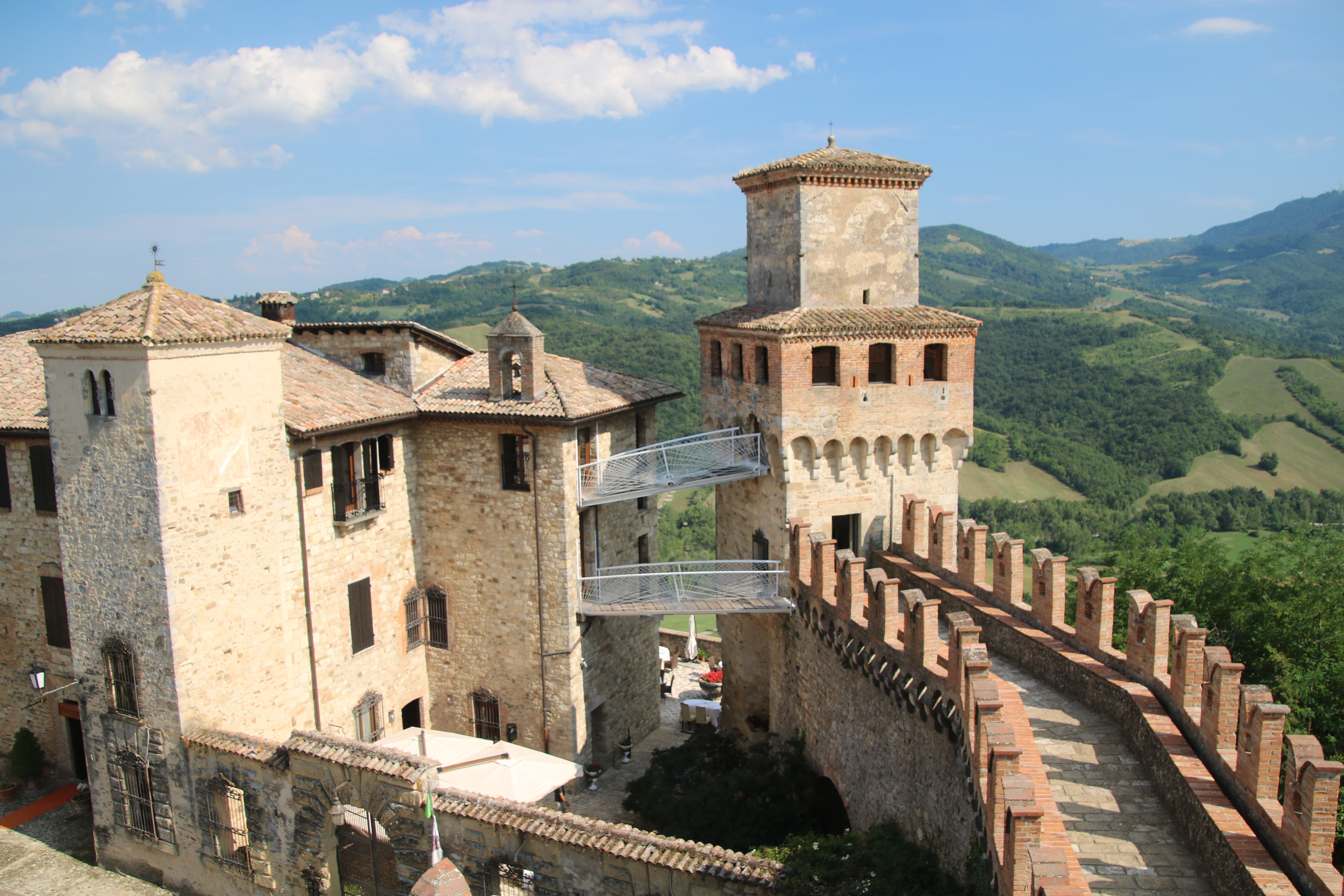
Castello di Vigoleno

L'Associazione dei Castelli del Ducato di Parma, Piacenza e Pontremoli, conosciuta anche come Castelli del Ducato, è un consorzio che riunisce numerosi manieri e luoghi storici delle province di Parma, Piacenza, Massa Carrara, Reggio nell'Emilia e Cremona.

## Storia
L'associazione dei Castelli del Ducato di Parma e Piacenza venne costituita il 27 maggio 1999, alla nascita dell'ente, che godeva del patrocinio delle province di Parma e Piacenza, parteciparono 14 castelli in qualità di fondatori, ai quali si aggiungevano alcuni soci sostenitori. Alcuni dei castelli aderenti alla nuova associazione provenivano dai circuiti Castelli della Bassa Parmense, costituitosi nel 1996, e Associazione dei Castelli Aperti di Piacenza, nata nel 1998.
A partire dalla costituzione dell'associazione il numero di castelli associati e di visitatori annui crebbero gradualmente: nel 2000 gli ingressi annui si attestarono sulle 300 000 unità, salite poi a più di 500 000 nel 2003; per quanto riguarda il numero di soci, nel 2004 risultavano associati 19 castelli (11 in provincia di Parma e 8 in provincia di Piacenza).
A partire dal 1º gennaio 2018, in seguito a un accordo formalizzato nel novembre 2017, il comune di Pontremoli, sul cui territorio sorge il castello del Piagnaro, situato in provincia di Massa Carrara, ma confinante con la provincia di Parma, entrò a far parte del circuito che mutò conseguentemente la propria denominazione in Associazione dei Castelli del Ducato di Parma, Piacenza e Pontremoli.
Tra il 2019 e il 2022 aderirono all'associazione diversi castelli e palazzi situati nella provincia di Reggio Emilia, tra cui la rocca dei Boiardo di Scandiano, la torre di Rossenella di Canossa, il palazzo Ducale di Guastalla e il borgo storico e la rocchetta di Castellarano.
Nel novembre 2019 aderì all'associazione Villa Medici del Vascello, edificio nobiliare situato nel comune di San Giovanni in Croce in provincia di Cremona, diventando la prima costruzione cremonese a far parte del circuito. Nel gennaio 2022 ci fu la seconda adesione cremonese all'associazione, il comune di Casalmaggiore, con il suo museo del Bijou.
Nel 2019, prima della pandemia di COVID-19, il numero annuo di accessi presso i castelli del circuito era di circa 600 000.

## L'associazione
L'associazione, la cui sede è situato presso la rocca Sanvitale di Fontanellato, in provincia di Parma, è un club di prodotto tematico riconosciuto dalla regione Emilia-Romagna che raccoglie come soci le persone giuridiche e fisiche proprietarie, oppure in possesso della facoltà di detenzione, di un castello situato nel territorio dell'associazione che risulti essere aperto al pubblico, in buono stato di conservazione e di notevole valore sotto i punti di vista artistico e storico. Ai soci ordinari si affiancano i soci sostenitori i quali, pur condividendo le finalità dell'associazione, non possono essere soci ordinari per il mancato rispetto dei requisiti; essi, che non godono del diritto di voto e della possibilità di accedere alle cariche sociali, possono essere enti pubblici, ristoranti e strutture ricettive.
Il circuito si prefigge il raggiungimento di due obiettivi: la promozione e la valorizzazione del territorio, delle sue vicende storiche, dell'arte e dell'enogastronomia e la messa a disposizione dei soci di assistenza tecnica, amministrativa e burocratica in funzione dell'innalzamento della qualità dei servizi che essi mettono a disposizione del pubblico. Inoltre, il circuito opera per la nascita di sinergie nella promozione dei diversi castelli aderenti e del territorio, per incrementare la permanenza media dei flussi turistici fornendo agli interessati proposte che coinvolgono l'intero circuito piuttosto che singoli edifici e destagionalizzare i flussi turistici favorendo l'integrazione dei castelli con altre forme di turismo come enogastronomia, cicloturismo, città d'arte e wellbeing.

## I castelli

### Castelli di Parma
| Castello                                      | Ubicazione                                         | Immagine |
| --------------------------------------------- | -------------------------------------------------- | -------- |
| Antica Corte Pallavicina di Polesine Parmense | strada del Palazzo Due Torri 3, Polesine Parmense  |          |
| Castello di Compiano                          | via Rossi Sidoli 15, Compiano                      |          |
| Castello di Montechiarugolo                   | piazza Mazzini 1, Montechiarugolo                  |          |
| Castello di Roccabianca                       | piazza Garibaldi 5, Roccabianca                    |          |
| Castello di Scipione dei marchesi Pallavicino | località Scipione Castello 61, Salsomaggiore Terme |          |
| Castello di Tabiano                           | località Tabiano Castello, Salsomaggiore Terme     |          |
| Castello di Torrechiara                       | strada del Castello 1, Torrechiara                 |          |
| Castello di Varano de' Melegari               | strada della Rocca 10, Varano de' Melegari         |          |
| Fortezza di Bardi                             | via Castello 1, Bardi                              |          |
| Reggia di Colorno                             | piazza Garibaldi 26, Colorno                       |          |
| Rocca dei Rossi di San Secondo                | piazza Mazzini 12, San Secondo Parmense            |          |
| Rocca di Sala Baganza                         | piazza Gramsci 1, Sala Baganza                     |          |
| Rocca Meli Lupi di Soragna                    | piazza Meli Lupi 5, Soragna                        |          |
| Rocca Sanvitale di Fontanellato               | piazza Matteotti 1, Fontanellato                   |          |

### Castelli di Piacenza
| Castello                                           | Ubicazione                                    | Immagine |
| -------------------------------------------------- | --------------------------------------------- | -------- |
| Rocca e castello di Agazzano                       | via del Castello 4, Agazzano                  |          |
| Castello di Gropparello                            | via Roma 84, Gropparello                      |          |
| Castello di Paderna                                | strada Paderna Montanaro 10, Pontenure        |          |
| Castello di Rivalta                                | località Borgo di Rivalta 7, Gazzola          |          |
| Castello di San Pietro in Cerro                    | via Roma 19, San Pietro in Cerro              |          |
| Castello Malaspina dal Verme di Bobbio             | salita del Torrino 1, Bobbio                  |          |
| Mastio e borgo di Vigoleno                         | piazza IV Novembre 2, Vigoleno di Vernasca    |          |
| Palazzo Farnese e Cittadella Viscontea di Piacenza | piazza Cittadella 29, Piacenza                |          |
| Rocca d'Olgisio                                    | località Rocca d'Olgisio, Pianello Val Tidone |          |
| Rocca Viscontea di Castell'Arquato                 | giardini Giovanni Paolo 3, Castell'Arquato    |          |

### Castelli di Massa Carrara
| Castello              | Ubicazione                   | Immagine |
| --------------------- | ---------------------------- | -------- |
| Castello del Piagnaro | via del Piagnaro, Pontremoli |          |

### Altri luoghi
| Luogo                                                       | Luogo                                                       | Ubicazione                                       | Immagine |
| ----------------------------------------------------------- | ----------------------------------------------------------- | ------------------------------------------------ | -------- |
| Abbazia cistercense di Fontevivo                            | Abbazia cistercense di Fontevivo                            | piazza Repubblica 1, Fontevivo                   |          |
| Apoteosi del Galeotti                                       | Apoteosi del Galeotti                                       | piazza Gramsci 1, Sala Baganza                   |          |
| Camera di San Paolo e il Correggio                          | Camera di San Paolo e il Correggio                          | via Macedonio Melloni 3, Parma                   |          |
| Castell'Arquato                                             | Castell'Arquato                                             | Castell'Arquato                                  |          |
| Castello di Castelnuovo Fogliani                            | Castello di Castelnuovo Fogliani                            | viale Rimembranze 87, Castelnuovo Fogliani       |          |
| Castello di Contignaco                                      | Castello di Contignaco                                      | via Contignaco Castello 125, Salsomaggiore Terme |          |
| Castello di Noceto                                          | Castello di Noceto                                          | piazza Garibaldi, Noceto                         |          |
| Castello di Riva                                            | Castello di Riva                                            | via Riva 14, Ponte dell'Olio                     |          |
| Compiano                                                    | Compiano                                                    | Compiano                                         |          |
| Corniglio                                                   | Corniglio                                                   | Corniglio                                        |          |
| Dallara Academy                                             | Dallara Academy                                             | via Provinciale 33/a, Varano de' Melegari        |          |
| Fontanellato                                                | Fontanellato                                                | Fontanellato                                     |          |
| Guastalla                                                   | Guastalla                                                   | Guastalla                                        |          |
| I luoghi verdiani                                           | Casa natale di Giuseppe Verdi                               | via della Processione 1, Roncole Verdi           |          |
| I luoghi verdiani                                           | Chiesa di San Michele Arcangelo                             | piazza Guareschi 65, Roncole Verdi               |          |
| I luoghi verdiani                                           | Rocca Pallavicino                                           | piazza Verdi, Busseto                            |          |
| I luoghi verdiani                                           | Collegiata di San Bartolomeo Apostolo                       | via Roma 123, Busseto                            |          |
| I luoghi verdiani                                           | Oratorio della Santissima Trinità                           | via Pietro Balestra 20, Busseto                  |          |
| I luoghi verdiani                                           | Palazzo del Monte di Pietà                                  | via Roma 38, Busseto                             |          |
| I luoghi verdiani                                           | Chiesa e convento di Santa Maria degli Angeli               | via Ferdinando Provesi 39/a, Busseto             |          |
| I luoghi verdiani                                           | Casa Barezzi                                                | via Roma 119, Busseto                            |          |
| I luoghi verdiani                                           | Palazzo Orlandi                                             | via Roma 56, Busseto                             |          |
| Labirinto della Masone di Franco Maria Ricci a Fontanellato | Labirinto della Masone di Franco Maria Ricci a Fontanellato | strada Masone 121, Fontanellato                  |          |
| Monchio delle Corti                                         | Monchio delle Corti                                         | Monchio delle Corti                              |          |
| Montechiarugolo                                             | Chiesa di San Quintino                                      | piazzale San Quintino, Montechiarugolo           |          |
| Montechiarugolo                                             | Palazzo Civico                                              | piazza Rivasi 3, Montechiarugolo                 |          |
| Montechiarugolo                                             | Santuario di Santa Maria Ausiliatrice                       | via Parma 4, Montechiarugolo                     |          |
| Montechiarugolo                                             | Chiesa di Santo Stefano                                     | via Parma 93, Basilicagoiano                     |          |
| Montechiarugolo                                             | Chiesa di San Donnino                                       | via Monte 5, Monticelli Terme                    |          |
| Montechiarugolo                                             | Oratorio del Romito                                         | via Resga, Montechiarugolo                       |          |
| Museo Agorà Orsi Coppini                                    | Museo Agorà Orsi Coppini                                    | via Ferrari 3, San Secondo Parmense              |          |
| Museo costantiniano della Steccata                          | Museo costantiniano della Steccata                          | via Dante 8/a, Parma                             |          |
| Museo ebraico di Soragna                                    | Museo ebraico di Soragna                                    | via Cavour 43, Soragna                           |          |
| Palazzo Marchi                                              | Palazzo Marchi                                              | strada della Repubblica 57, Parma                |          |
| Polesine Zibello                                            | Museo "Il cinematografo"                                    | via Matteotti 35, Zibello                        |          |
| Polesine Zibello                                            | Teatro Pallavicino                                          | piazza Garibaldi, Zibello                        |          |
| Polesine Zibello                                            | Museo della Civiltà Contadina "Giuseppe Riccardi"           | via Matteotti 35, Zibello                        |          |
| Ponte dell'Olio                                             | Ponte dell'Olio                                             | Ponte dell'Olio                                  |          |
| Rocca dei Terzi di Sissa                                    | Rocca dei Terzi di Sissa                                    | viale della Rocca 6, Sissa                       |          |
| Rocca di Valle di Castrignano                               | Rocca di Valle di Castrignano                               | strada della Rocca 2, Valle di Castrignano       |          |
| Roccabianca                                                 | Roccabianca                                                 | Roccabianca                                      |          |
| Salsomaggiore Terme                                         | Salsomaggiore Terme                                         | Salsomaggiore Terme                              |          |
| Soragna                                                     | Soragna                                                     | Soragna                                          |          |
| Sulla via Francigena lungo la storia di Borgo San Donnino   | Duomo di Fidenza                                            | piazza Duomo, Fidenza                            |          |

### Verso Reggio Emilia
| Castello                          | Ubicazione                       | Immagine |
| --------------------------------- | -------------------------------- | -------- |
| Borgo e rocchetta di Castellarano | Castellarano                     |          |
| Castello di Bianello              | via Bianello 8, Quattro Castella |          |
| Correggio                         | Correggio                        |          |
| Palazzo Ducale di Guastalla       | Via Gonzaga 16, Guastalla        |          |

### Verso Cremona
| Luogo                     | Luogo                          | Ubicazione                                               | Immagine |
| ------------------------- | ------------------------------ | -------------------------------------------------------- | -------- |
| Casalmaggiore             | Casalmaggiore                  | Casalmaggiore                                            |          |
| Dimore storiche cremonesi | Palazzo Calciati Crotti        | via Palestro 1, Cremona                                  |          |
| Dimore storiche cremonesi | Palazzo Cattaneo Ala Imperiali | via Oscasali 1, Cremona                                  |          |
| Dimore storiche cremonesi | Villa Calciati Crotti          | via San Pietro 125, Persico Dosimo                       |          |
| Dimore storiche cremonesi | Castello Mina della Scala      | via Eugenio Montale 6, Casteldidone                      |          |
| Dimore storiche cremonesi | Villa Sommi Picenardi          | via IV novembre 1, Torre de' Picenardi                   |          |
| Dimore storiche cremonesi | Villa Bottini La Limonaia      | via Benedetto Cairoli 23, Monasterolo di Robecco d'Oglio |          |
| Dimore storiche cremonesi | Villa Manna Roncadelli Vaghi   | Grumone di Corte de' Frati                               |          |
| Dimore storiche cremonesi | Palazzo Zurla De Poli          | via Tadini 2, Crema                                      |          |
| Dimore storiche cremonesi | Palazzo Terni de' Gregorj      | via Dante Alighieri 20-22, Crema                         |          |

### Verso Mantova
| Castello                                    | Ubicazione | Immagine |
| ------------------------------------------- | ---------- | -------- |
| Sabbioneta città patrimonio mondiale UNESCO | Sabbioneta |          |